# Colonisation de Mars

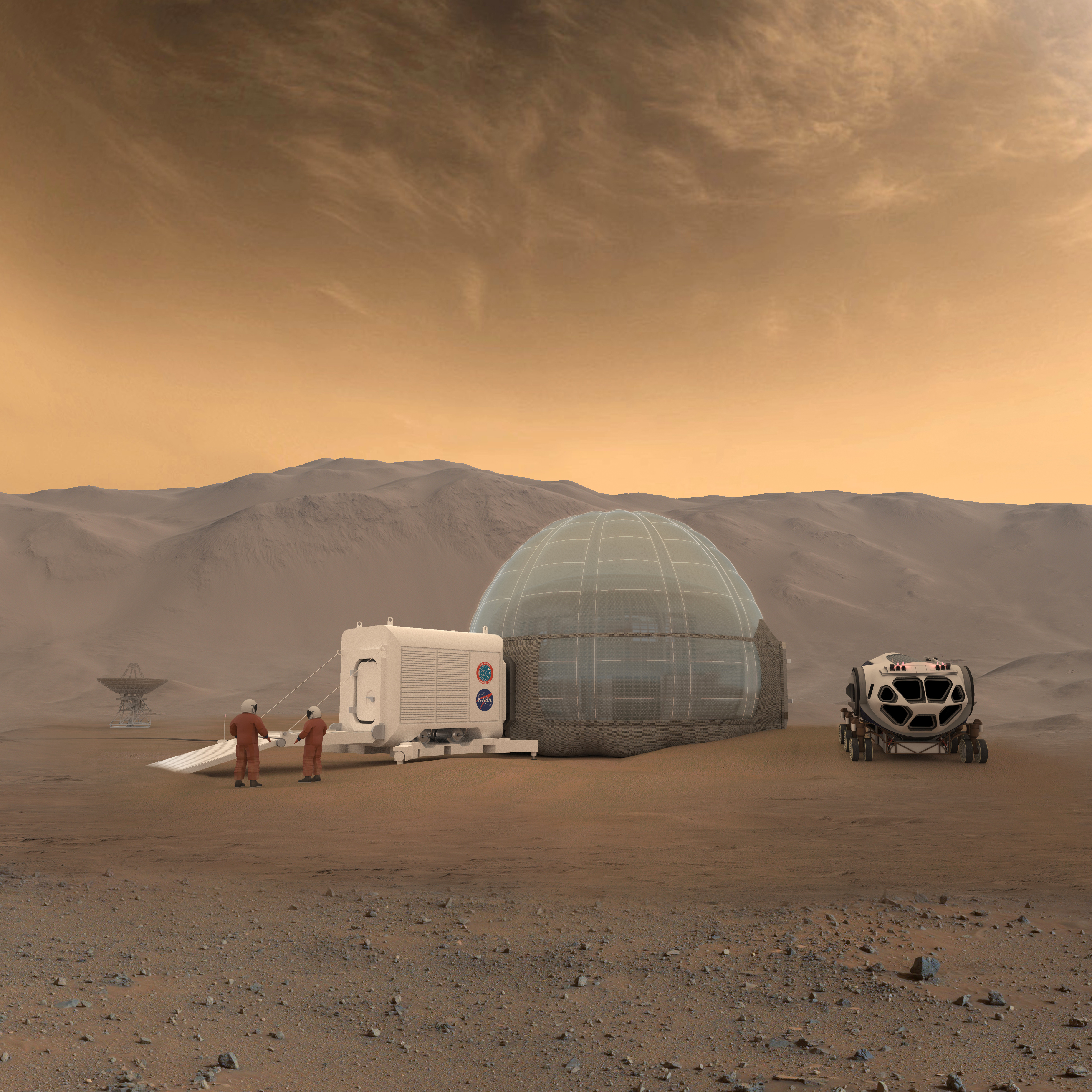
Une conception d'artiste d'un habitat martien, figurant un dôme imprimé en 3D fait de glace d'eau, un sas et un astromobile pressurisé (NASA, 2016).

La colonisation de Mars par l'être humain, c'est-à-dire l'installation d'une communauté humaine autonome sur cette planète est un thème classique de science-fiction et constitue un projet qui connait dans les années 2010 un engouement populaire important. Mars est de toutes les planètes du système solaire (sauf, évidemment, la Terre), celle qui présente les conditions les plus favorables pour l'installation de l'être humain. La température en surface présente des extrêmes moins élevés, une  atmosphère ténue fournit une certaine protection contre les rayonnements nocifs et constitue une source potentielle d'oxygène, tandis que l'eau est présente sous forme de glace, de vapeur ou de liquide en profondeur. Après Vénus, c'est la planète la moins difficile à atteindre depuis la Terre par l'énergie nécessaire et sa proximité, le transit vers la planète durant de sept à huit mois. Le projet de colonisation de Mars est porté par un mouvement induit par les entrepreneurs du New Space et parait pour certains une réponse aux préoccupations croissantes concernant l'avenir de l'humanité sur Terre,.
Pour les décennies à venir, l'installation sur le sol martien d'un équipage d'astronautes, pour une durée limitée, se heurte à des problèmes techniques (atterrissage et retour sur Terre dans des conditions acceptables, production des consommables au sol) et financiers non résolus. Une installation permanente soulève quant à elle le problème de la viabilité économique et de l'adaptation de la physiologie humaine à une gravité beaucoup plus faible et à nettement plus d'irradiation. Par ailleurs, l'attractivité d'un monde complètement stérile dans lequel les êtres humains sont fortement entravés dans leur liberté de déplacement et condamnés à un mode de vie austère semble faible.

## Comparaison de Mars et de la Terre

### Similitudes avec la Terre
Alors que la Terre ressemble beaucoup à sa voisine Vénus en termes de taille, les similitudes entre Mars et la Terre sont beaucoup plus intéressantes dans l'optique d'une colonisation :
- le jour martien (ou sol) a une durée très proche du jour terrestre avec 24 heures 39 minutes et 35,244 secondes[3] ;
- la surface de Mars représente 28,4 % de celle de la Terre, soit légèrement moins que la surface des terres émergées sur notre planète (29,2 % de la surface terrestre) ;
- Mars a une inclinaison de l'axe de 25,19° et la Terre de 23,44°. Comme la Terre, Mars a des saisons ; cependant, l'année martienne faisant 1,88 année terrestre, elles durent significativement plus longtemps ;
- Mars a une atmosphère : bien que très faible (environ 0,7 % de l'atmosphère terrestre), elle peut fournir quelque protection contre les radiations solaires et les rayons cosmiques ; l'atmosphère martienne a aussi été utilisée avec succès pour l'aérofreinage de sondes spatiales ;
- les observations du Mars Exploration Rover de la NASA et de Mars Express de l'ESA confirment la présence d'eau sur Mars sous forme de glace, de vapeur et de liquide en profondeur. Mars contient en quantités significatives tous les éléments chimiques nécessaires à la vie. L'eau est de nos jours présente dans les calottes polaires et dans le sous-sol. Les observations effectuées par satellite ont détecté des écoulements sporadiques d'eau salée liquide (saumures) à la surface de la planète[4].

### Différences
Il existe de grandes différences entre la Terre et Mars :
- l’énergie solaire atteignant la haute atmosphère de Mars (la constante solaire) est seulement la moitié de celle qui atteint la Terre. Toutefois, au sol, la quantité reçue en moyenne est du même ordre, car l’atmosphère martienne filtre moins le rayonnement (moins de réflexion atmosphérique et moins de nuages) ;
- la gravité de surface sur Mars est seulement 38 % de celle de la Terre (3,71 contre 9,81 m/s2)[5]. Bien que la microgravité soit connue pour causer des problèmes de santé tels qu'une perte musculaire et de la déminéralisation[6],[7], il n'est pas établi que la gravité martienne ait le même effet. Le Mars Gravity Biosatellite était un projet visant à apprendre quels seraient les effets de la faible gravité de surface martienne sur les êtres humains[8] ;
- bien que des organismes extrémophiles survivent dans des conditions hostiles sur la Terre, dont des simulations de l'atmosphère martienne, peu de plantes et animaux peuvent survivre aux conditions existantes à la surface de Mars[9] ;
- la pression atmosphérique sur Mars est trop basse pour permettre la survie d’êtres humains sans combinaison spatiale pressurisée ;
- le climat de Mars est bien plus froid que celui de la Terre avec une température moyenne de −63 °C et des minimales de −140 °C[10],[11]. La température la plus froide enregistrée sur Terre est de −93,2 °C en Antarctique ;
- la présence d'eau en surface n'est que transitoire et que sous certaines conditions. En effet, il faut des conditions de pression satisfaisante ainsi qu'une distance par rapport au Soleil pas trop élevée ni trop faible pour que l'eau liquide soit possible à la surface d'une planète[12],[13] ;
- l’excentricité orbitale martienne est plus grande que celle de la Terre, augmentant les variations de température suivant la position de la planète sur son orbite ;
- l’atmosphère martienne a une pression partielle de dioxyde de carbone de 0,71 kPa contre 0,037 kPa sur Terre. L'empoisonnement au CO2 (hypercapnie) commence, chez l'être humain, à environ 0,10 kPa. Même pour les plantes, la présence de plus de 0,15 kPa de CO2 est toxique. Cela signifie que l'air martien est toxique pour les plantes et les animaux même avec une pression réduite[14] ;
- Mars n’a pas de magnétosphère pour minimiser les effets du vent solaire. D’après la sonde Mars Odyssey, les radiations en orbite martienne sont 2,5 fois plus fortes que celles atteignant la Station spatiale internationale. Au niveau de la surface, les radiations sont toutefois atténuées par la planète du côté non exposé au soleil et par l’atmosphère de l’autre. Dans le cas d’éruption solaire, les doses de radiations peuvent être très élevées mais elles pourraient être détectées à temps grâce à un réseau de satellites. On mesure mal le niveau de nocivité des radiations. Le consensus est, qu’à l’exception des éruptions solaires protoniques, il n’y a pas de risques majeurs immédiats pour un voyage vers Mars ou une colonisation.

## Risques liés au voyage vers Mars
Selon une étude de la NASA publiée dans la revue Science en 2013, qui s'appuie sur des informations collectées par le vaisseau Mars Science Laboratory, un vol vers Mars ferait subir aux astronautes des doses de radiations dans la limite, voire au-delà, de l'acceptable : sans de nouveaux moyens plus rapides de propulsion, donc pour un voyage aller-retour estimé à 360 jours, les astronautes subiraient une dose estimée à 662 millisieverts (mSv), sachant qu'un astronaute ne peut pas être exposé à plus de 1 000 mSv durant toute sa carrière, et que l'homme sur Terre reçoit une dose de 1 à 30 mSv par an, voire, ponctuellement, jusqu’à 50 mSv,. Cette dose de 660 mSv correspond par exemple aux deux doses les plus fortes subies par les travailleurs de la centrale nucléaire de Fukushima Daiichi lors de l'accident qui l'a touchée en 2011, le maximum étant de 678 mSv (contre 20 mSv pour la dose acceptée pour un travailleur du nucléaire par an en France). Selon Cary Zeitlin, l'un des principaux auteurs de cette étude, cela « équivaut à subir un scanner complet du corps tous les cinq ou six jours ». L'étude souligne en outre que cette évaluation devrait être fortement rehaussée en cas de survenue, durant le voyage, d’une forte éruption solaire dirigée vers le véhicule, sachant qu'elles sont imprévisibles sur plusieurs mois. Cary Zeitlin ajoute cependant que notre compréhension des effets des rayons cosmiques sur le corps humain restent « limitées ».

## Contraintes pour l'installation humaine

### Installation

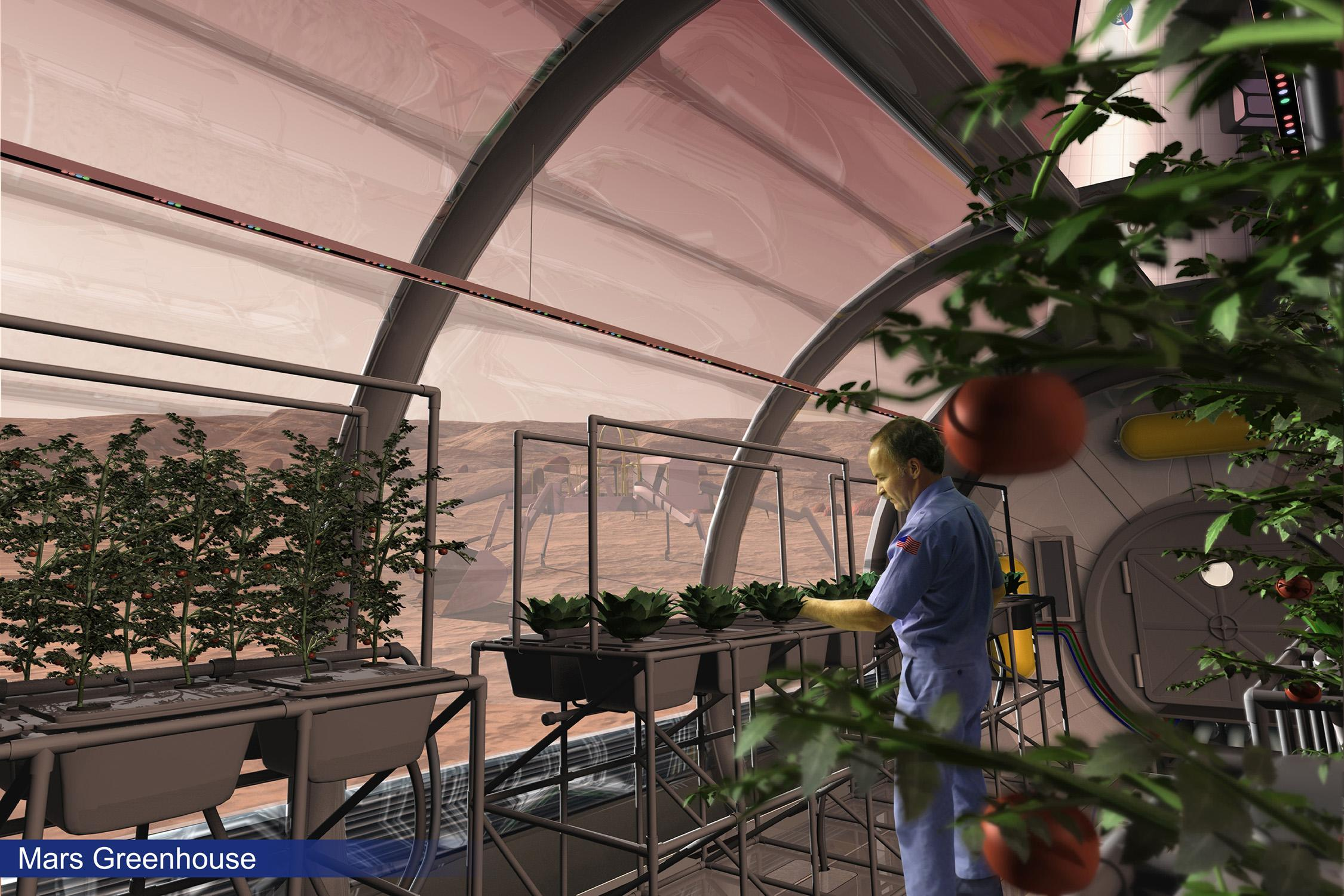
Les serres Mars sont présentes dans de nombreux modèles de colonisation, en particulier pour la production alimentaire et à d'autres fins. La production de nourriture pourrait se faire grâce aux techniques d'aéroponie. Vue d'artiste de la NASA.

Les conditions à la surface de Mars sont plus proches des conditions sur Terre en termes de température et de pression atmosphérique que celles d'autres planètes ou lunes, à l'exception de la région supérieure des nuages de Vénus. Toutefois, la surface reste inhospitalière pour l'homme et la plupart des organismes vivants du fait de la pression atmosphérique réduite et du peu d'oxygène (0,1 % d'oxygène).
En 2012, des expériences ont semblé montrer que certains lichens et cyanobactéries avaient survécu et démontré une capacité d'adaptation remarquable à la photosynthèse après 34 jours simulant les conditions de vie sur Mars dans le laboratoire de simulation de Mars du Deutsches Zentrum für Luft- und Raumfahrt,,. Certains scientifiques pensent que les cyanobactéries pourraient jouer un rôle dans le développement d'une base autonome sur Mars. Ils proposent que des cyanobactéries soient utilisées directement à diverses fins, dont la production de nourriture, de carburant et d'oxygène ; mais aussi, indirectement, le produit de leur culture pourrait permettre la croissance d'autres organismes, ouvrir la voie à un ensemble de processus biologiques permettant la vie sur la base des ressources martiennes.

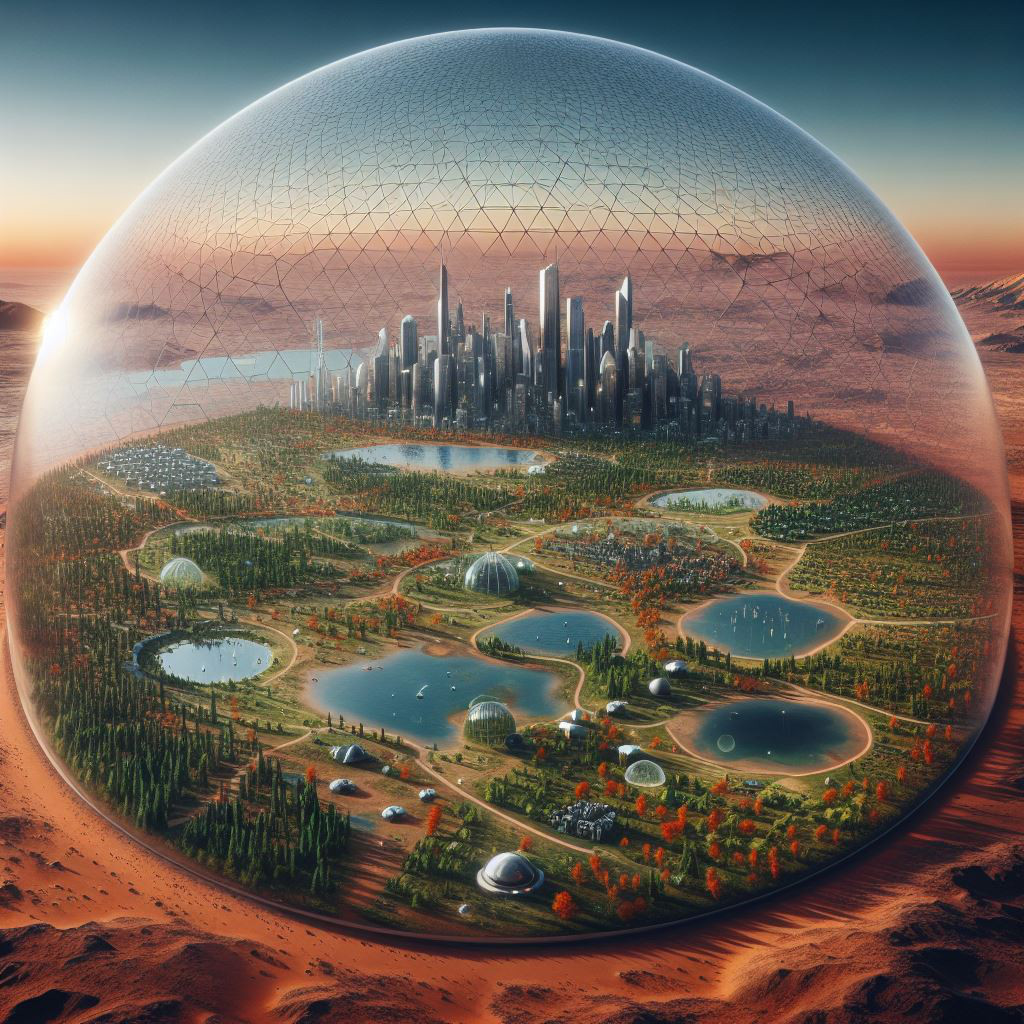
Une illustration par intelligence artificielle d'une colonie construite sous un dôme, contenant une atmosphère, une ville, des champs, des forêts, des lacs

Les Hommes ont exploré sur Terre des régions partageant les mêmes conditions que Mars. Selon les données de la NASA, les températures sur Mars à faible altitude sont similaires à celles de l'Antarctique. La pression atmosphérique mesurée par les ballons stratosphériques habités (35 km en 1961, et 38 km en 2012) est similaire à celle de la surface de Mars.

#### Sites possibles de colonisation
Deux principaux types de sites retiennent l'attention comme lieux potentiels d'une colonisation : les grottes des régions équatoriales et les tunnels de lave.
Mars Odyssey a découvert ce qui semblait être l'entrée de grottes sur Arsia Mons. L'hypothèse a été émise que les colons pourraient bénéficier de l’abri que ces grottes ou structures similaires pourraient offrir contre les radiations et les micrométéorites. De l'énergie géothermique pourrait également être présente dans les régions équatoriales.
Plusieurs des tunnels localisés sont sur Arsia Mons. Les exemples similaires sur Terre montrent qu'il pourrait s'agir de passages longs offrant une protection complète des radiations et relativement facile à sceller en utilisant le matériel disponible sur site, particulièrement dans les petites sections.

### Terraformation

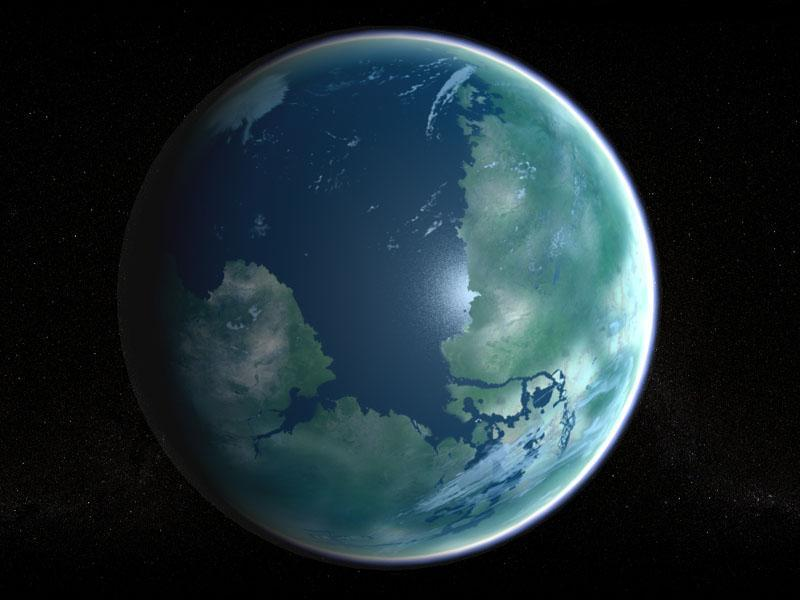
Vision artistique de la planète Mars une fois terraformée, par Mathew Crisp.

Il y a beaucoup de discussions sur la possibilité de terraformer Mars pour permettre à un ensemble d'organismes, dont l'être humain, de survivre à la surface de Mars sans l'aide de la technologie.
Ce processus nécessiterait deux grandes étapes : une augmentation de la pression atmosphérique et de la température à la surface, puis une augmentation du taux de dioxygène ambiant pour atteindre la pression partielle de 120 hectopascals d'O2 nécessaire à la survie d'un mammifère de taille humaine. Cependant, plusieurs paramètres inhérents à cette planète rendent les espoirs de terraformation peu réalistes, notamment sa faible gravité, qui l'empêche de retenir une atmosphère, et l'absence de magnétosphère, qui l'expose au vent solaire et aux rayonnements cosmiques hostiles à la vie.

### Communication
Les communications radio entre la Terre et  Mars sont fortement handicapées par la distance entre ces deux corps et les limites imposées à la propagation du signal radio par la vitesse de la lumière. La durée aller/retour d'une communication va de 6,5 minutes quand les deux planètes sont au plus proche (distance d'environ 60 millions km), jusqu'à 44 minutes quand elles sont en conjonction supérieure (environ 400 millions km). La communication peut être difficile sinon impossible pendant quelques jours à chaque période synodique, au moment de la conjonction supérieure quand le Soleil est directement entre Mars et la Terre.

### Astronautes modifiés génétiquement
La modification génétique des colons martiens est une piste envisagée pour rendre la colonisation de Mars possible. Parmi les améliorations envisagées figurent la synthèse des acides aminés que le corps humain ne produit normalement pas, la capacité de résister aux radiations, une meilleure régénération osseuse, la capacité de se nourrir exclusivement d'eau sucrée, etc,.

## Projets d'installation sur Mars

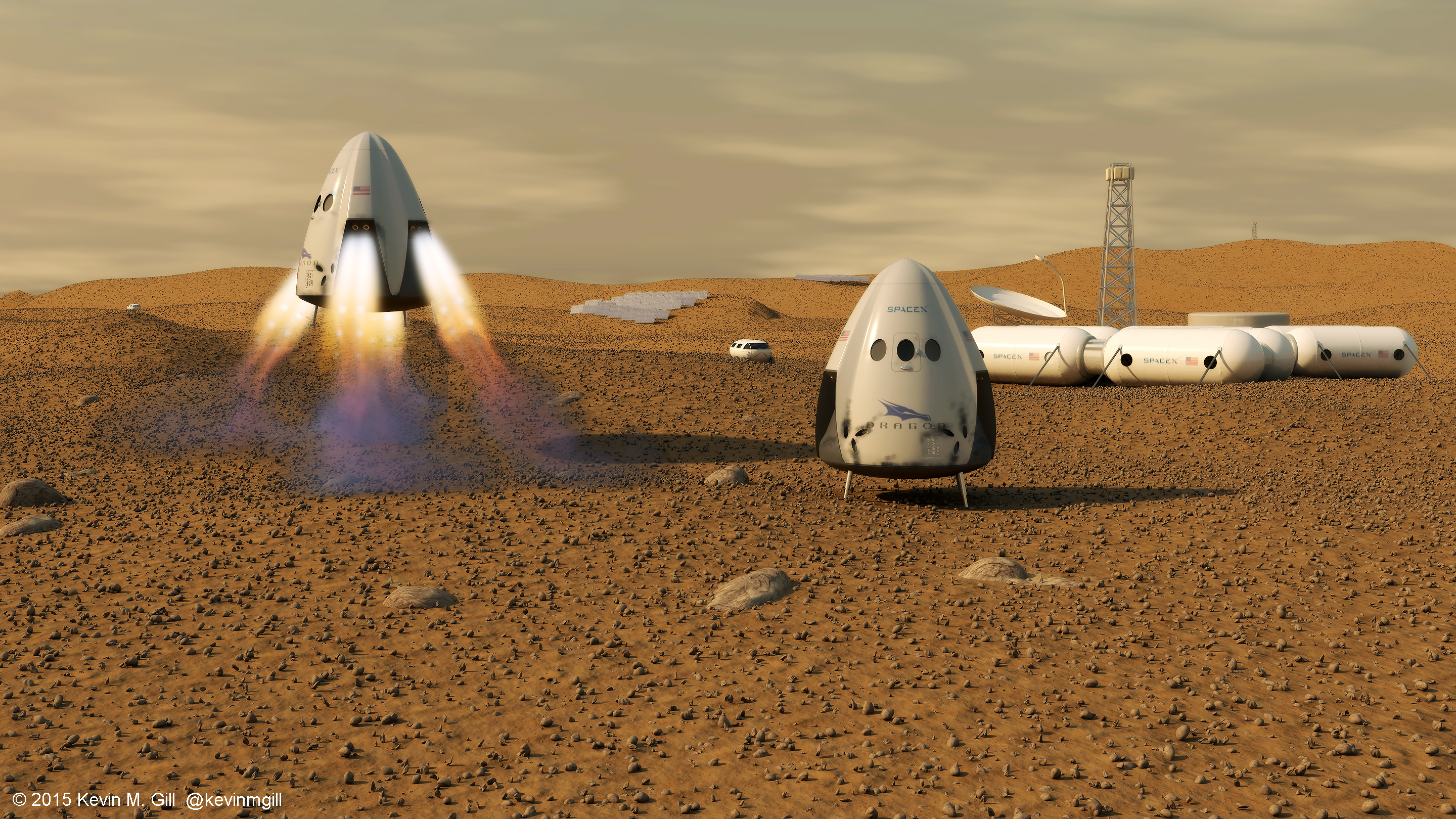
Atterrissage de capsules SpaceX Dragon sur Mars (vue d'artiste).

En 2012, le projet Mars One invitait chacun à postuler pour devenir colon martien, avec un objectif d'installation d'une colonie pour 2032. L'entreprise a été déclarée en faillite le 15 janvier 2019,.
Le principal objectif énoncé par Elon Musk pour son entreprise SpaceX est de rendre possible la colonisation de Mars en fournissant des moyens de transport pour « aider l'humanité à établir une colonie permanente et autonome sur Mars au cours des 50 à 100 prochaines années ». Le projet Red Dragon ferait la démonstration technologique de la possibilité du voyage. En 2016, Elon Musk dévoile sa vision de la colonisation de Mars, impliquant des centaines de lanceurs réutilisables, emportant chacune de 100 à 250 colons.
L'astrophysicien Adam Becker (en), critique le projet de colonisation de Mars et affirme que même en cas de catastrophe, la Terre resterait plus viable que Mars.La terraformation de Mars étant impossible dans l'état actuel des connaissances et des technologies, compte tenu de sa faible attraction gravitationnelle, il est illusoire de croire cette planète puisse dans un jour proche servir de refuge pour l'humanité. Ce constat amène certains à penser qu'il serait préférable que l'humanité investisse dans la protection de l'environnement, qui est bien plus urgente que la présence humaine sur une planète inhabitable en utilisant les précieuses ressources de la Terre,,,.

## Galerie

Vues d'artistes par la NASA de la colonisation de Mars (réalisées dans les années 1980-1990)
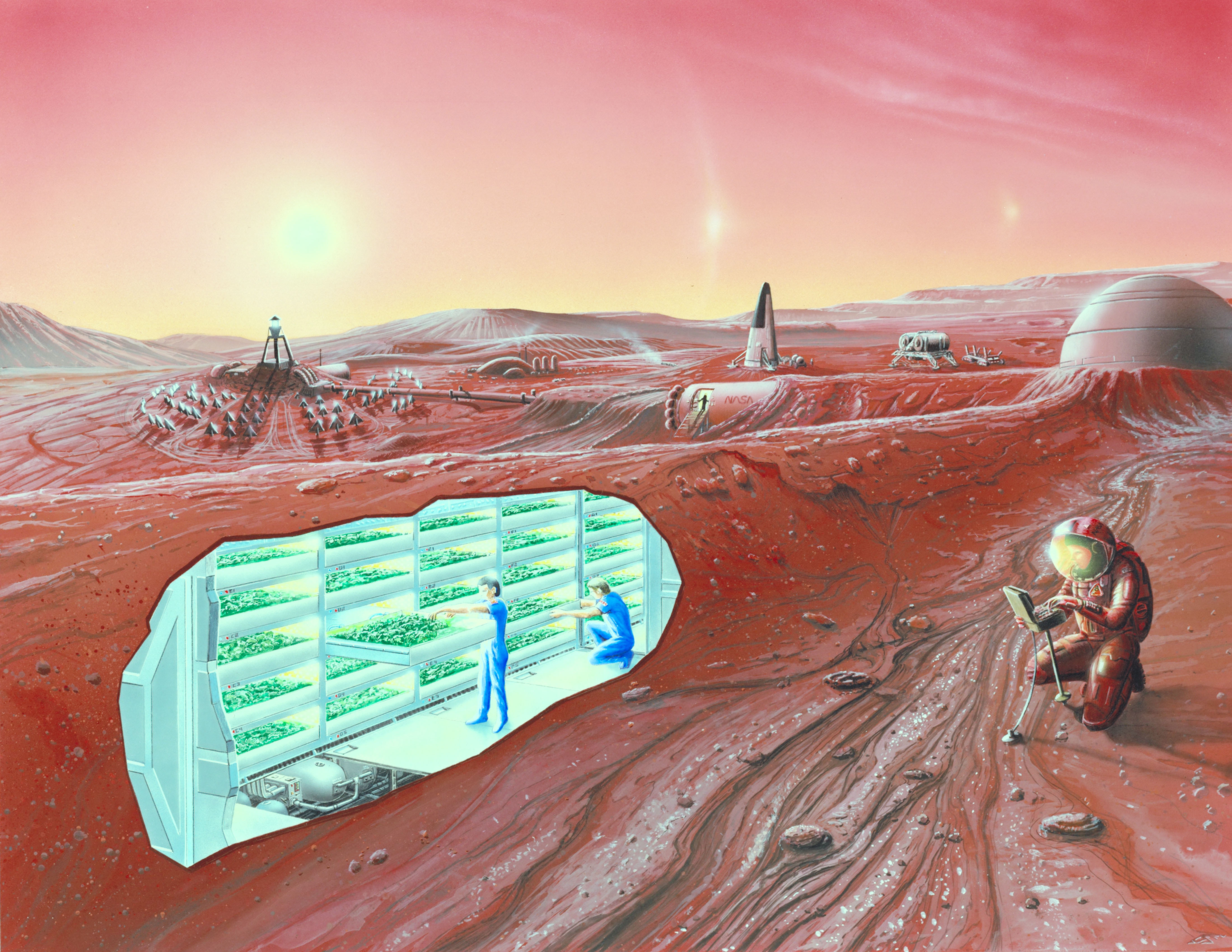
Conception artistique d'une installation sur Mars, Nasa, 2005.
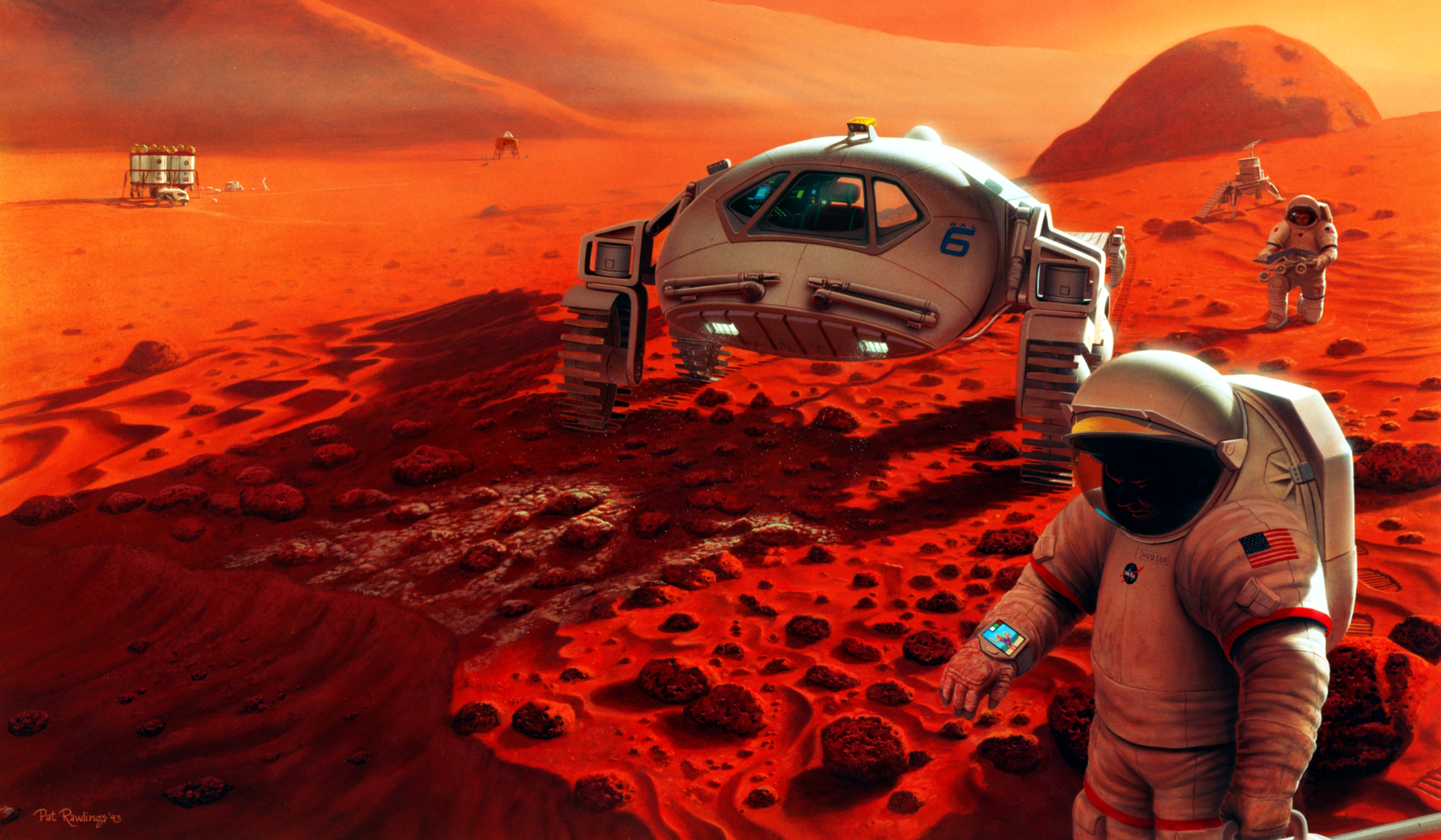
Différents éléments d'une mission humaine sur Mars.
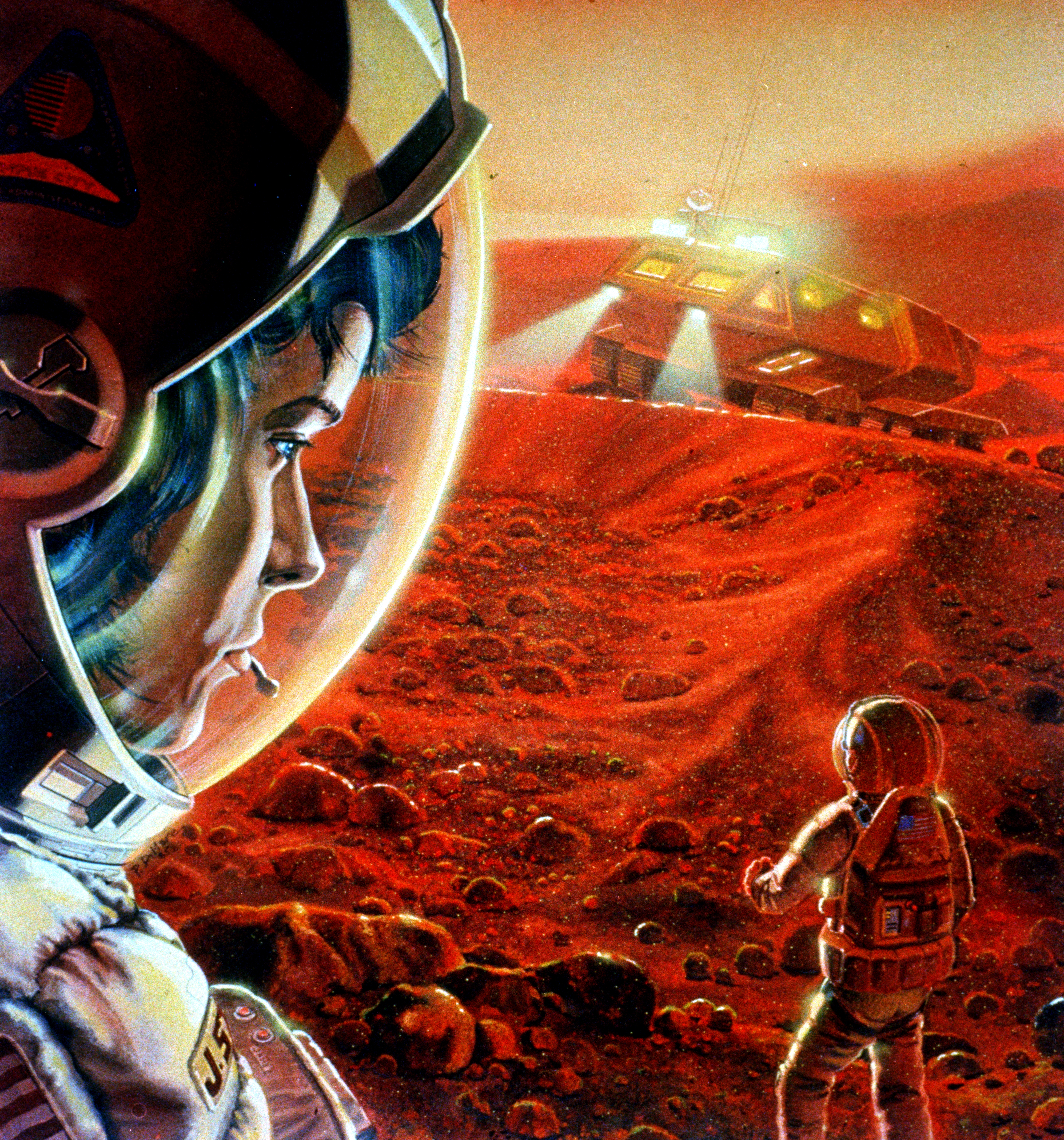
La poussière est une préoccupation pour les missions sur Mars.
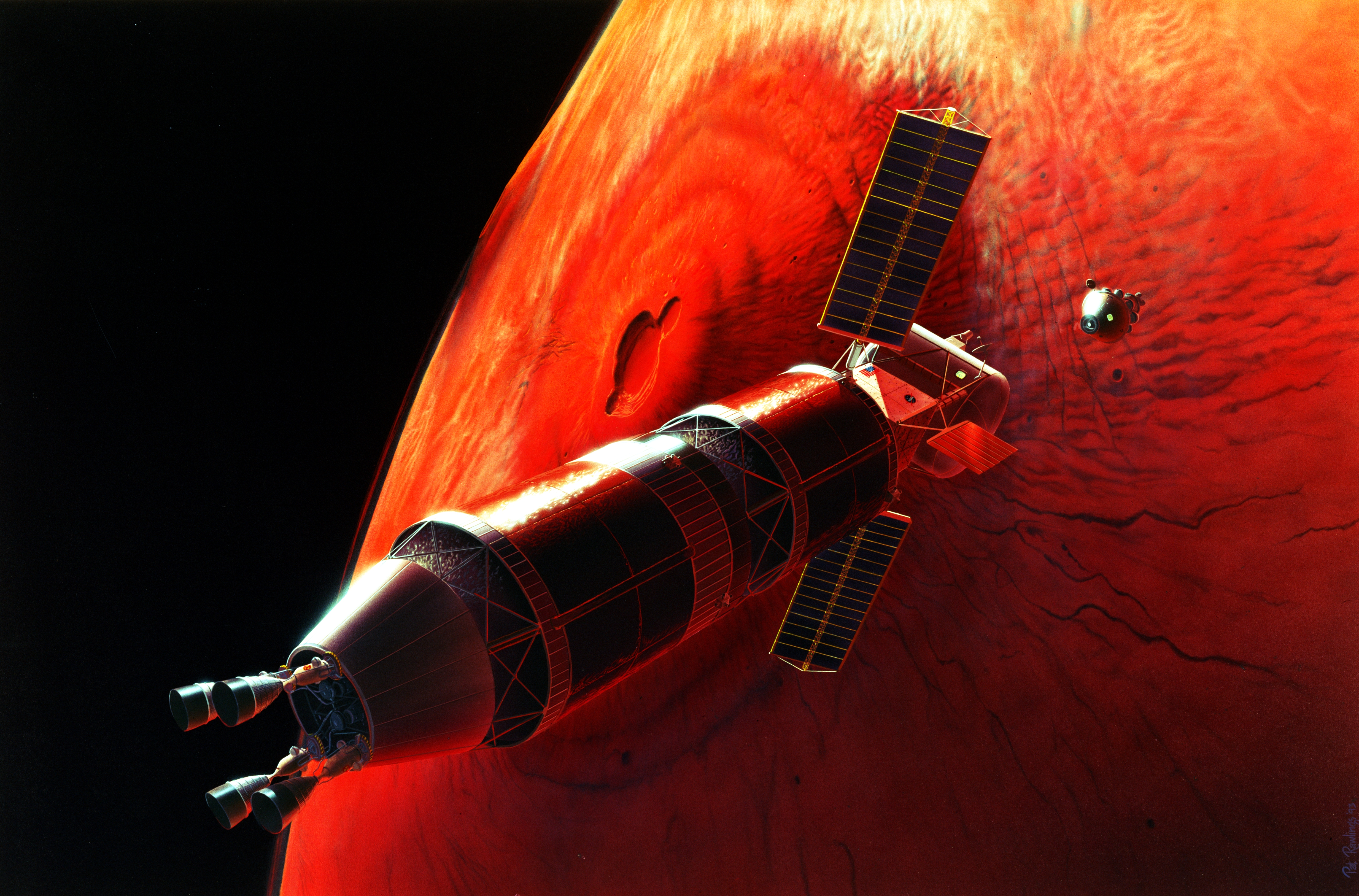
Rendez-vous, le vaisseau de transport interplanétaire et le module d'atterrissage se rencontrent en orbite autour de Mars.
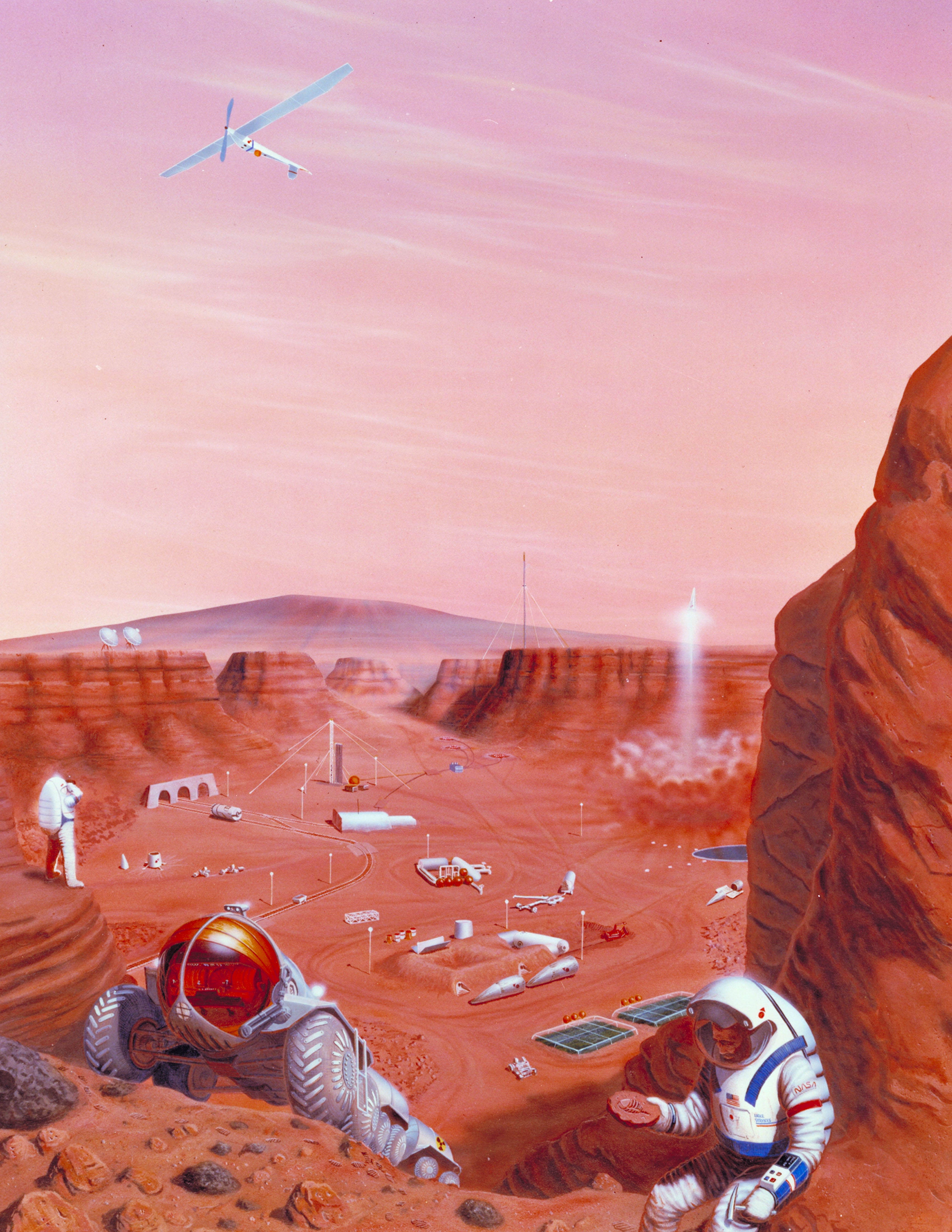
Diverses installations et dispositifs d'une base martienne.
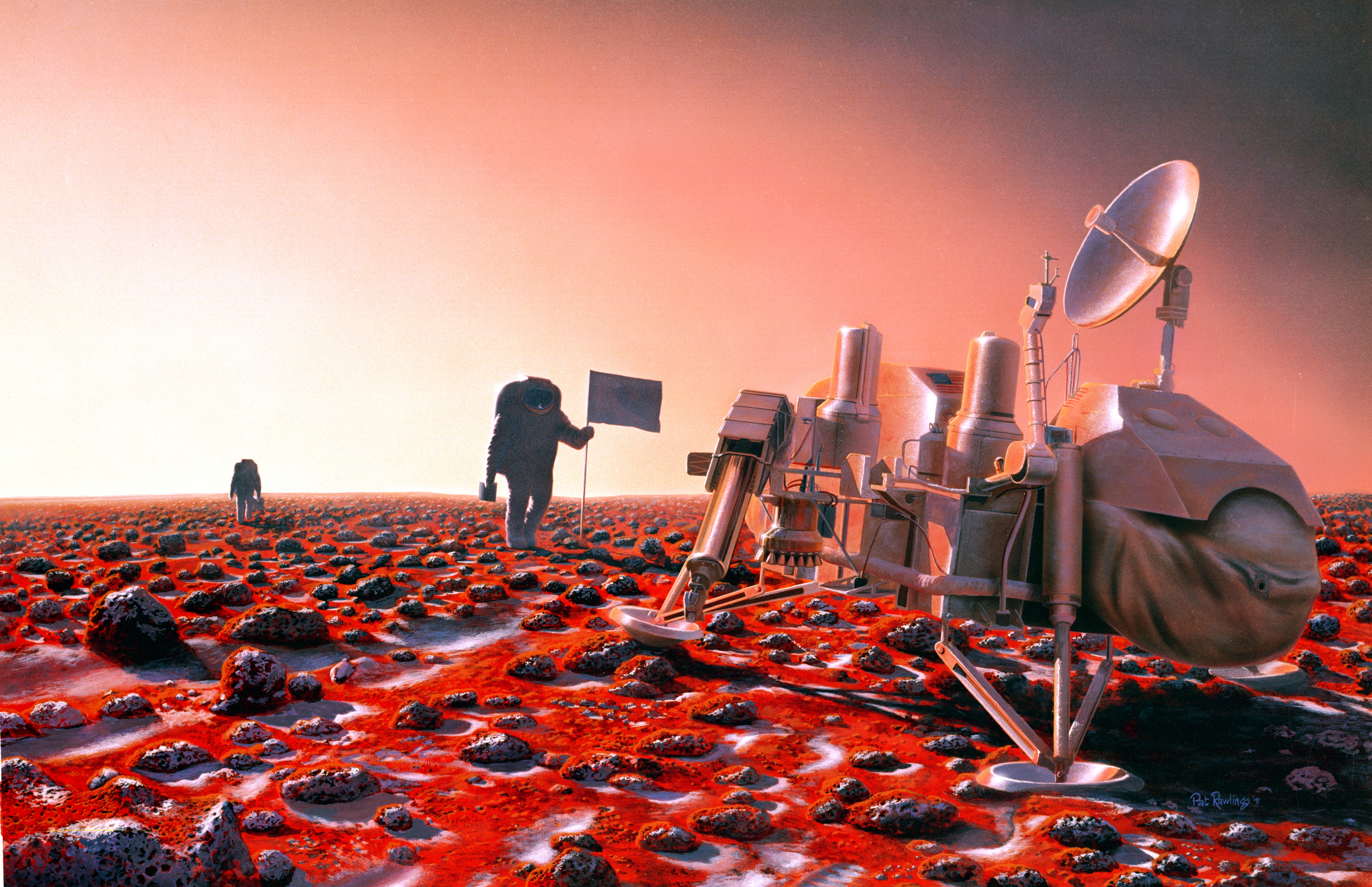
Des astronautes s'approchent de la sonde d'atterrissage Viking 2.

#### En français
- Alessandro Mortarino et Charles Frankel, préface d'Hubert Reeves, Objectif Mars, Hors série Le Monde-La Vie, 2021, 194 p.
- Charles Frankel, L'Homme sur Mars. Science ou Fiction ?, Dunod, 2007 (lire en ligne)

#### En anglais
- (en) Frank Crossman et Robert Zubrin, On to Mars : Colonizing a New World, Apogee Books Space Series, 2002 (ISBN 1-896522-90-4)
- (en) Kevin Fong, « The Strange, Deadly Effects Mars Would Have on Your Body », Wired (magazine), 12 février 2014 (consulté le 12 février 2014)
- (en) Ed Regis, « Let's Not Move To Mars », New York Times,‎ 21 septembre 2015 (lire en ligne, consulté le 22 septembre 2015)
- (en) Robert Zubrin, The Case for Mars : The Plan to Settle the Red Planet and Why We Must, Simon & Schuster/Touchstone, 1996 (ISBN 0-684-83550-9)